# 陳瑄 (平江伯)
陳瑄（1365年—1433年），字彥純，河南江北等處行中書省廬州路合肥縣（今安徽省合肥市）人，明朝政治人物、平江伯。
陳瑄早年跟隨徐達征戰，在靖難之役時率領水師投降燕王朱棣，封平江伯。之後長達三十余年組織修築、管理京杭大運河，使得明初漕運得以完備，并影響到明、清兩朝的漕運制度。

## 生平

### 洪武、建文年间
陳瑄父亲为陳聞，其率领起义部队跟随朱元璋，后累官至都指揮同知，此后陳瑄代其父职位。陳聞因事连坐被贬戍遼陽，陳瑄上奏请求代罪，朱元璋下诏命恢复其父子职位。陳瑄为徐达幕下将领，從小以擅長騎射聞名。屡次跟随征讨南番、越巂、建昌、梁山、天星寨、寧番等地。之后再次征讨鹽井、蔔水瓦寨。之后征讨賈哈剌，以奇兵涉打沖河，通过小道进攻，并做浮梁渡河。大军渡过后，陳瑄沉舟以示士卒不胜不返，大军于是连战获胜。此后，又会同云南部队征讨百夷，升任四川行都司都指揮同知。建文末年，升任右軍都督僉事。燕王朱棣大军逼近首都时，建文帝命其在长江设防。而燕兵抵达浦口后，陳瑄帅舟師迎降，朱棣遂渡过长江。明成祖即位后，封平江伯，食祿一千石，賜誥券，世襲指揮使。

### 永樂年间
永乐元年，朱棣命其为總兵官，負責总督海运，其輸粟四十九萬余石，解决北京以及辽东的兵饷。之后他在直沽建立百萬倉。当时漕舟多行海上，海上岛屿民众因畏惧漕兵而大多藏匿。陳瑄招令互市，使得交往便利。在運舟返回时，遇到沙門島倭寇进犯，陳瑄率众攻击至金州白山島，并焚烧其船舟。永乐九年，明成祖命其与豐城侯李彬統领浙江、福建士兵逮捕海盗。后因海溢堤圮，改命其以四十万士兵修筑堤坝，其海堤长达一万八千余丈。

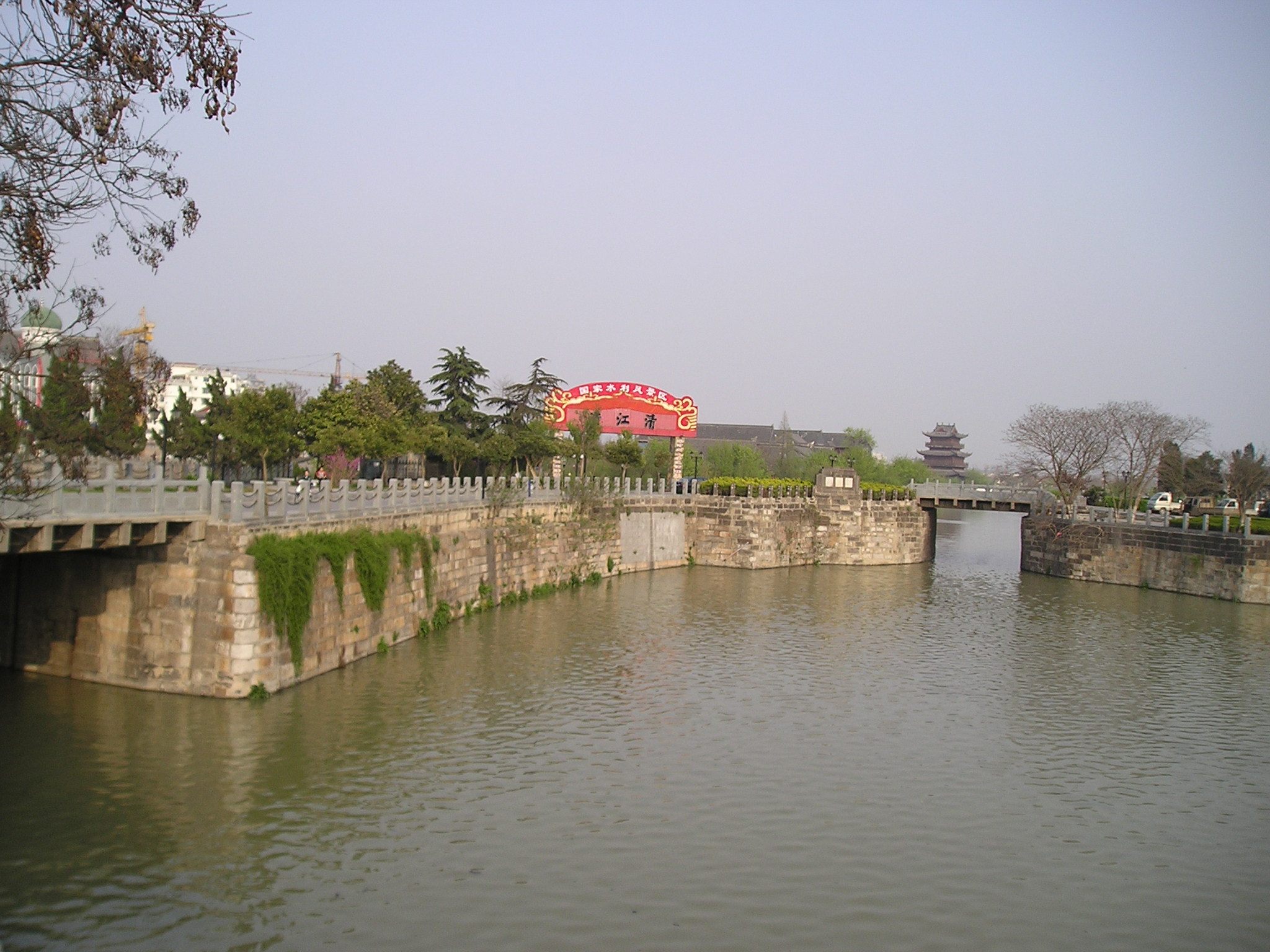
清江浦大闸口為明清兩朝漕运要地

当时，恰逢宋禮治理會通河成功，朝廷商議罷免海運，仍以陳瑄負責漕運。陳瑄建議造兩千余小船，初步運輸兩百萬石，之後達到五百萬石，使得整個國家解決糧用。當時江南漕運須經水道抵達淮安，然後靠岸卸糧，改陸路經過大壩，再裝船經淮河抵達運河，其過程花費巨大資金。而此時，黃河已奪淮河河道，運河也受到黃河淤泥影響。三河河水混入洪澤湖，水流不明，漕運極不安全。陳瑄遍訪鄉間父老后，于永樂十三年，上疏建議自淮安西側的管家湖起，開鑿二十里河渠為清江浦，使得湖水進入淮河，并筑堤十五里以提高船隻運輸能力，且修築四個大闸以適時洩洪，此省去大量經費與危險。
此後，他又主持疏浚徐州至濟寧的河道，又修築沛縣刁陽湖、濟寧南旺湖的長堤，并鑿開泰州白塔河直通長江。此外還在高郵修建湖堤，并在湖堤內修建四十里水渠。从淮河至临清千里长的运河上，建闸四十七处，并在徐州、臨清、通州皆設置糧倉，以便於轉運。在考慮到漕運船隻擱淺情況，其從淮安至通州中設置五百六十八處觀察點，并派遣官兵駐紮以引導船隻避免擱淺。此外又在運河旁鑿井種植樹木，以方便行人。其在任三十年，所規劃的運河改造方案及其治理，“精密宏遠，舉無遺策”。

### 洪熙、宣德年間
明仁宗即位后，陳瑄上疏七事，請除朝廷弊病。獲得明仁宗嘉獎，并賜鐵券，世襲平江伯。明宣宗即位后，汉王朱高煦叛，命守淮安，防止朱高煦南下南京，仍然督漕運。宣德四年，其上疏從濟寧以北至棗林段有淤泥堵塞，建議派遣十二萬人參與疏通，半個月即成。宣宗念其年老久勞，命工部尚書黃福一同參與治理。宣德六年，其又進言，建議各地漕糧運抵淮安與瓜州，兌與衛所轉運；河南于大名府小灘兌與遮洋總海運；山東則于濟寧兌與軍運，軍運費用由百姓承當，以免除其因漕運而耽誤農忙，宣宗聽後批准該策。明朝漕運改為兑運，自此為始。宣德八年，死於任上，享年六十九歲。追封為平江侯，贈太保，謚恭襄。

## 身後
因為陳瑄以疏浚河道，在民間有惠德，百姓在清河縣為其立祠祭祀。正統年間，明英宗命官員與春秋致祭。
陳瑄後人多為良吏。陳瑄長子陳佐繼承爵位，陳佐子陳豫于正統年間率兵平定福建沙縣民變，并鎮守臨清抵禦瓦剌也先的進攻，并到山東賑災。陳豫子陳銳繼承伯爵爵位，并總督漕運十四年，并賑災淮安、揚州饑荒。后累任太傅兼太子太傅，但因在大同擁兵自守而被科道彈劾。陳銳之子陳熊亦總督漕運，卻因拒絕宦官劉瑾索賄而被削職奪券，后被恢復爵位。陳瑄六世孫陳圭繼承爵位，出鎮兩廣，屢有戰功，官至太子太傅。再傳陳王謨，平定張璉叛亂，加封太子太保，掌管前軍都督府。平江伯的爵位一直傳至明亡。